# Emerson de Carvalho
Emerson Augusto de Carvalho (* 24. Juni 1972) ist ein ehemaliger brasilianischer Fußballschiedsrichterassistent.
Ab 1999 stand er auf der Liste der FIFA-Schiedsrichter und leitete internationale Fußballspiele.
Als Schiedsrichterassistent war de Carvalho (meist zusammen mit Marcelo van Gasse) bei vielen internationalen Turnieren im Einsatz, darunter bei der U-20-Weltmeisterschaft 2011 in Kolumbien (als Assistent von Wilson Luiz Seneme), bei der U-20-Weltmeisterschaft 2013 in der Türkei, bei der Klub-Weltmeisterschaft 2013 in Marokko, bei der Weltmeisterschaft 2014 in Brasilien, bei der U-17-Weltmeisterschaft 2017 in Indien und bei der Weltmeisterschaft 2018 in Russland (jeweils als Assistent von Sandro Ricci).